# Saeed Murjan
Saeed Hassan Murjan (arabul: سعيد مرجان; Irbid, 1990. február 10. –) jordániai válogatott labdarúgó, a kuvaiti Kazma SC középpályása.

## Pályafutása

### A válogatottban
2009. május 27-én Ammánban játszotta első nemzetközi mérkőzését a jordán válogatottban a kongói válogatott ellen. Részt vett a 2011-es, a 2015-ös, majd a 2019-es Ázsia-kupán.